# Вајт Сулфер Спрингс (Монтана)
Вајт Сулфер Спрингс (енгл. White Sulphur Springs) град је у америчкој савезној држави Монтана.

## Демографија
По попису из 2010. године број становника је 939, што је 45 (-4,6%) становника мање него 2000. године.
| Група             | 2000.       | 2010.       |
| Белци             | 941 (95,6%) | 902 (96,1%) |
| Афроамериканци    | 0 (0,0%)    | 1 (0,1%)    |
| Азијати           | 2 (0,2%)    | 4 (0,4%)    |
| Хиспаноамериканци | 19 (1,9%)   | 13 (1,4%)   |
| Укупно            | 984         | 939         |